# Чеченці
Чече́нці (самоназва нохчій, чеч. нохчий, noxçiy) — нахський народ на Північному Кавказі.

## Територія проживання, чисельність і віросповідання
Чеченці живуть у республіці Ічкерія, республіка на Північному Кавказі. Живуть також у прилеглих російських адміністративних одиницях — республіка Інгушетія, Дагестан тощо; також у Грузії (субетнічна група Панкіської долини — кістинці), невеликі групи в Йорданії, Туреччині здавна, у Саудівській Аравії, країнах Західної Європи віднедавна.
Загальну чисельність чеченців вирахувати складно, за оцінкою — приблизно 1,5 мільйона осіб, з них понад 1,2 млн осіб у Чечні.
За віросповіданням чеченці — мусульмани-суніти.

### Дагестан
Основні райони проживання чеченців у Дагестані за даними перепису 2010 р.
| Назва району           | Населення району | % чеченців |
| Хасав'юрт              | 131 187          | 28,5 %     |
| Новолакський район     | 28 556           | 27,7 %     |
| Хасав'юртівський район | 141 232          | 25,8 %     |
| Казбеківський район    | 42 752           | 10,3 %     |
| Бабаюртівський район   | 45 701           | 6,1 %      |
| Кизилюртівський район  | 61 876           | 2,5 %      |
| Дагестан               | 2 910 249        | 3,2 %      |

## Історія
Історично є автохтонами своєї землі (про пращурів сучасних чеченців та інгушів згадують ще вірменські джерела VII століття). Чеченці, завдяки своїй твердій національній самосвідомості, розвивались практично автономно аж до 1859 року, коли Чечня була приєднана до Російської імперії. Втім і надалі чеченці не раз повставали проти національного гніту.
У 1922 році у складі РФ була утворена Чеченська АО, з 1934 року об'єднана разом з Інгуською АО в Чечено-Інгуську АО. Під час Другої світової війни чеченці стали жертвами національної політики СРСР і були звинувачені в пособництві німецьким загарбникам, внаслідок чого у 1944 році автономію скасовано, а тисячі представників чеченської нації депортовані з рідних земель. Реабілітація чеченців відбулась після смерті Сталіна; у 1957 році поновлено Чечено-Інгуську АРСР, чеченці почали вертатися додому.
З розпадом СРСР у Чечні активізувався національно-визвольний рух за відновлення незалежності, жорстоко придушений російськими військами. В результаті розв'язаних двох чеченських війн, у республіці відновлено тривкий мир, проте чимало чеченців, незгодних з кремлівською позицією щодо майбутнього рідної країни, вимушені були емігрувати з батьківщини.

## Фольклор
У чеченців дуже оригінальний фольклор. За СРСР його зразки публікувалися як у Москві (в тому числі класичне видання у серії СМНВ), так і «на місці» — в Чечено-Інгуській РСР. Українською маємо українське видання «Чечено-інгуські народні казки», Київ, 1985 (переклади з російської Станіслава Тельнюка)

## Галерея

Етнолінгвістичні групи кавказького регіону
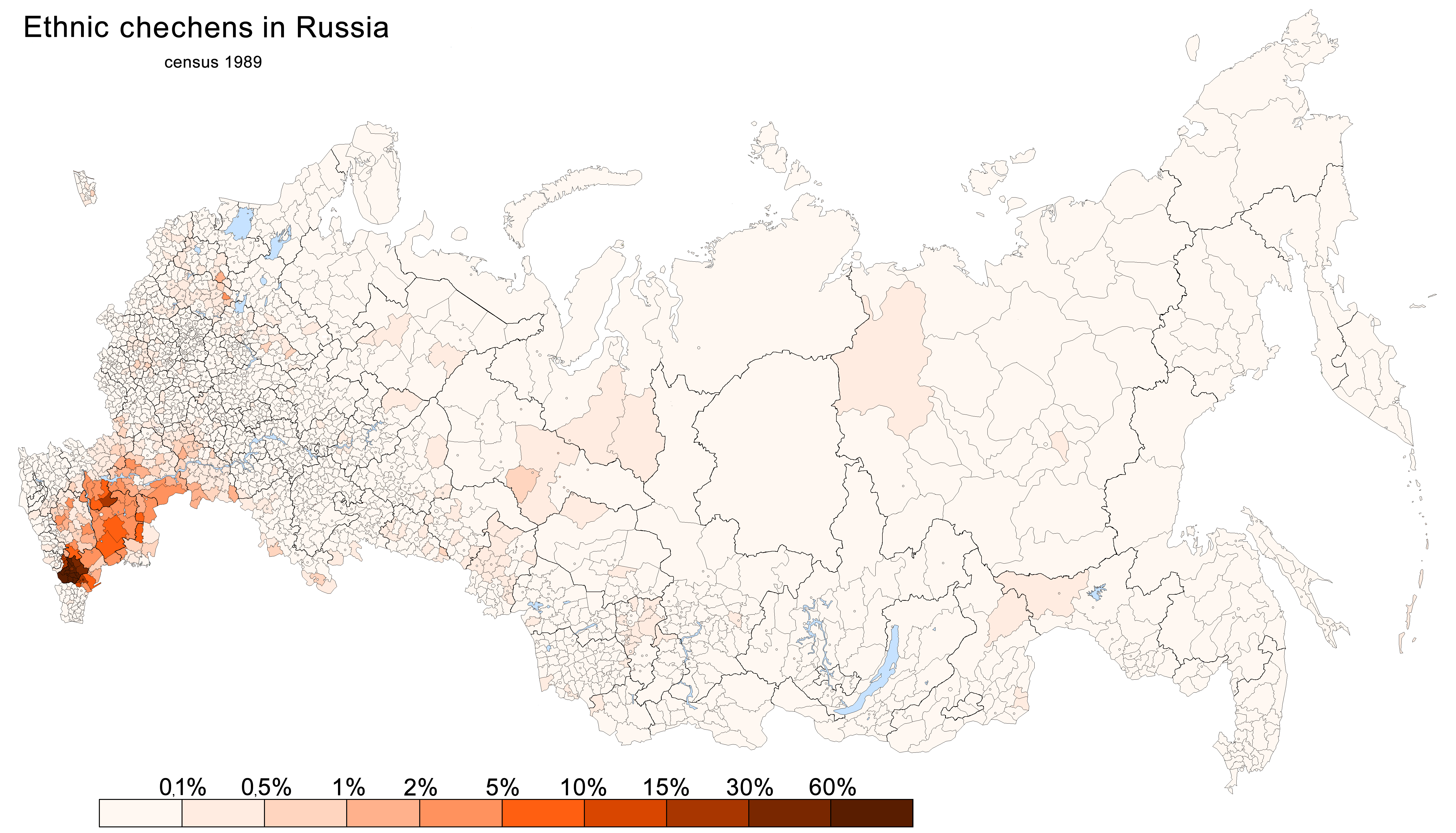
Частка чеченців у Росії за переписом 1989 року
Частка чеченців у Росії за переписом 2010 року
Герб Чечні
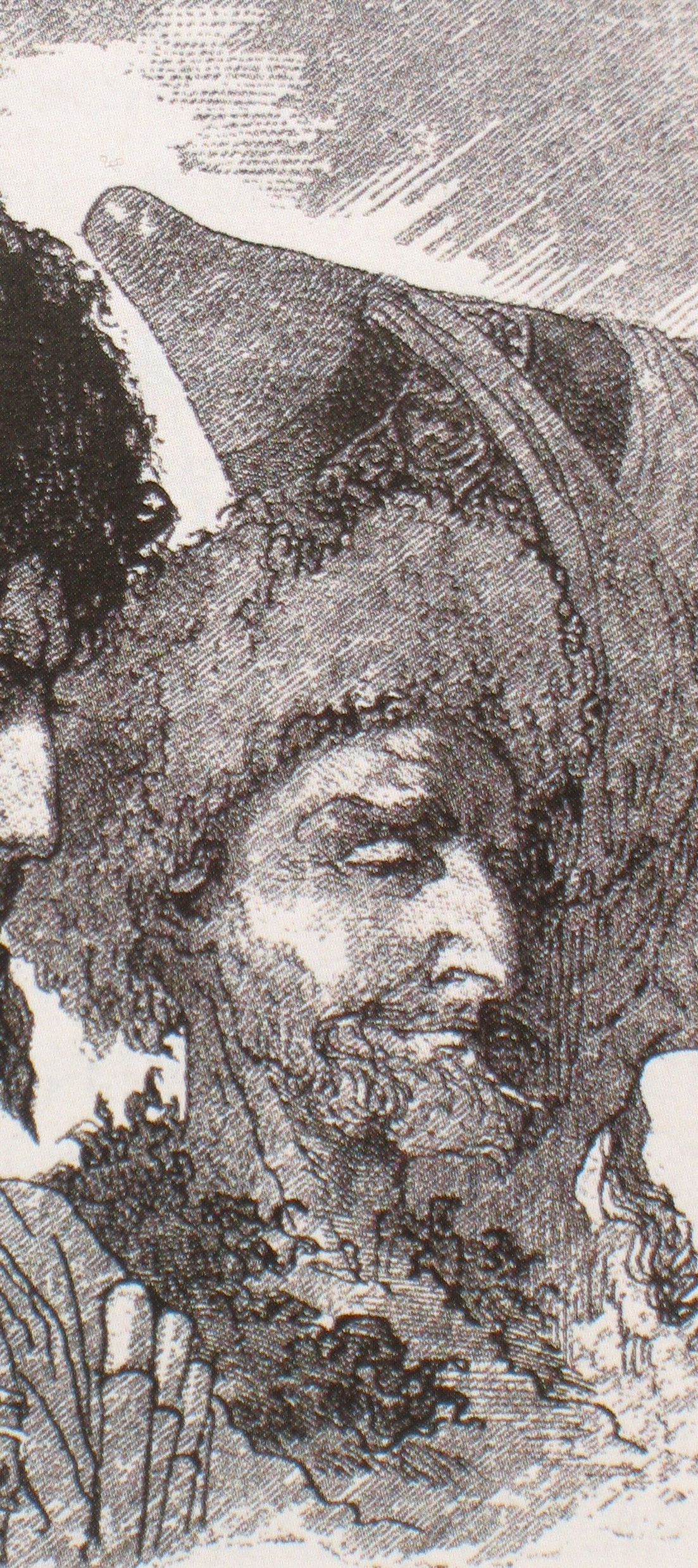
Мікешин. Чеченець, 1876 року
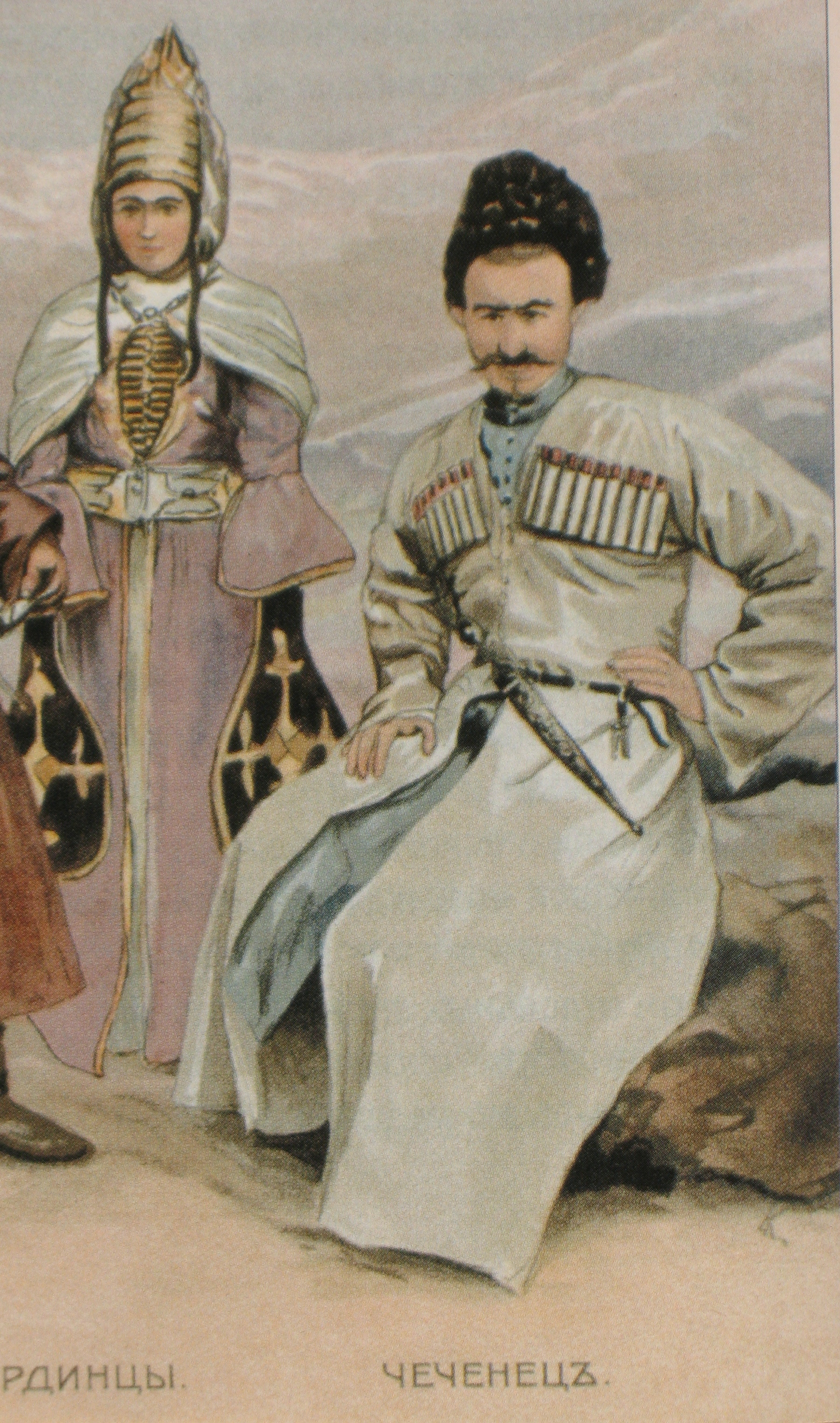
Чеченець, кінець XIX століття, хромолітографія
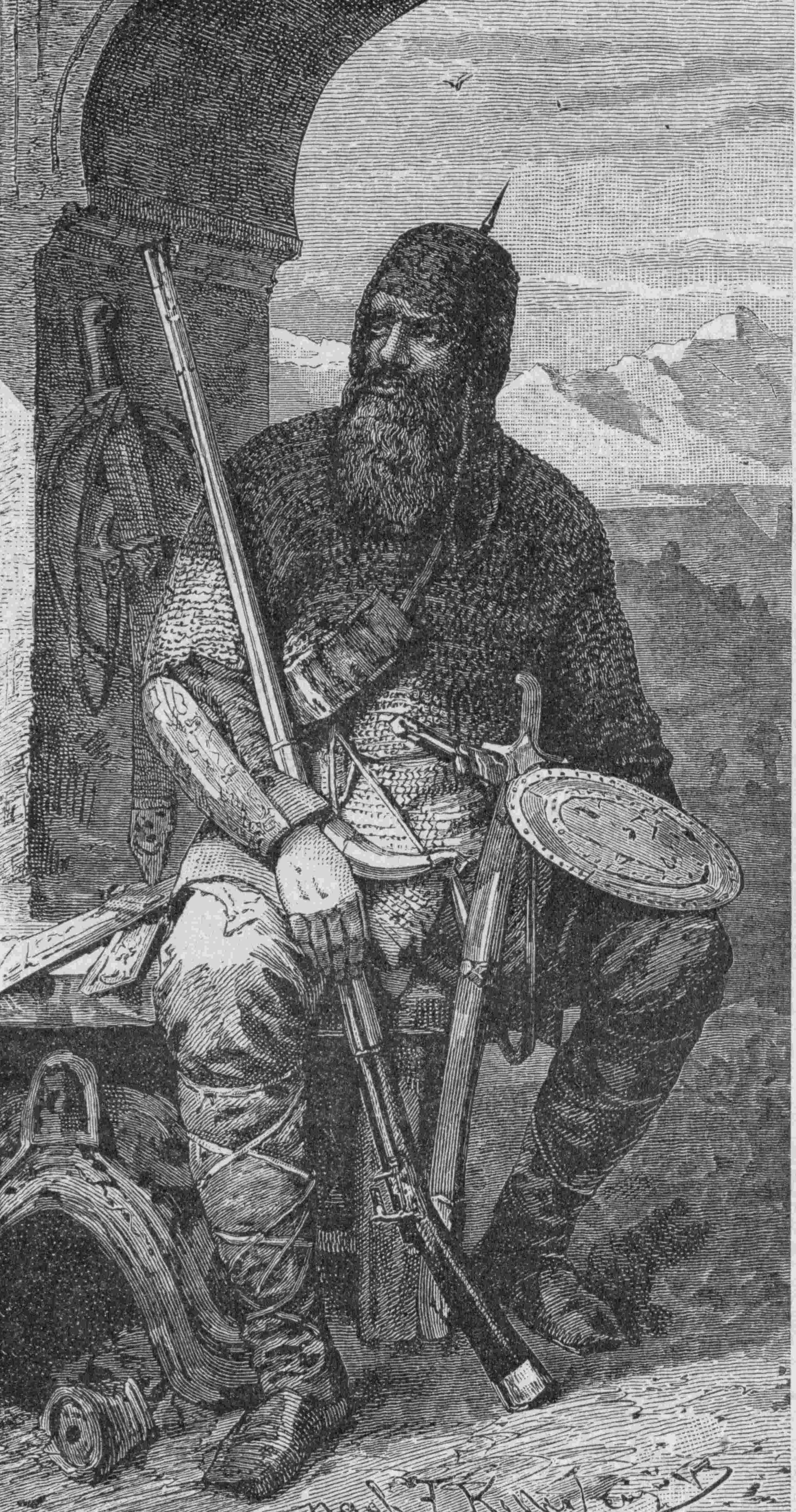
Чеченський воїн
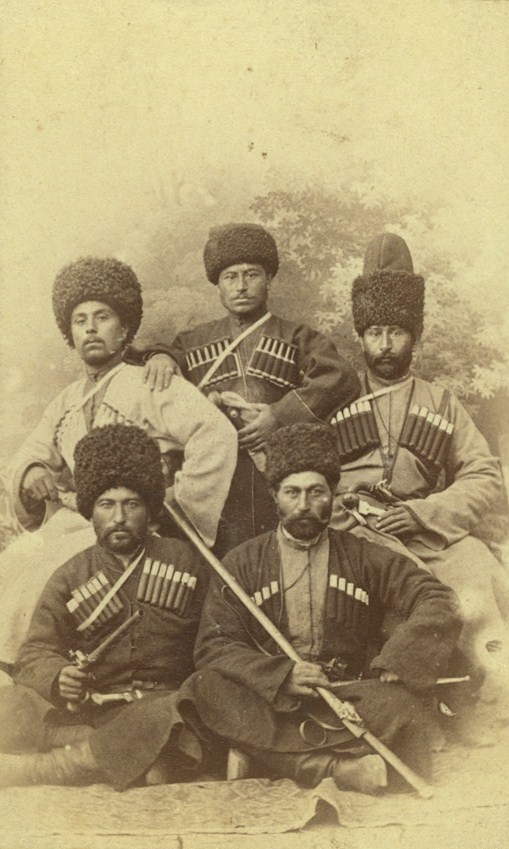
П'ять чеченців, одягнених у чоху — чоловічий наряд Кавказу, кінець XIX століття
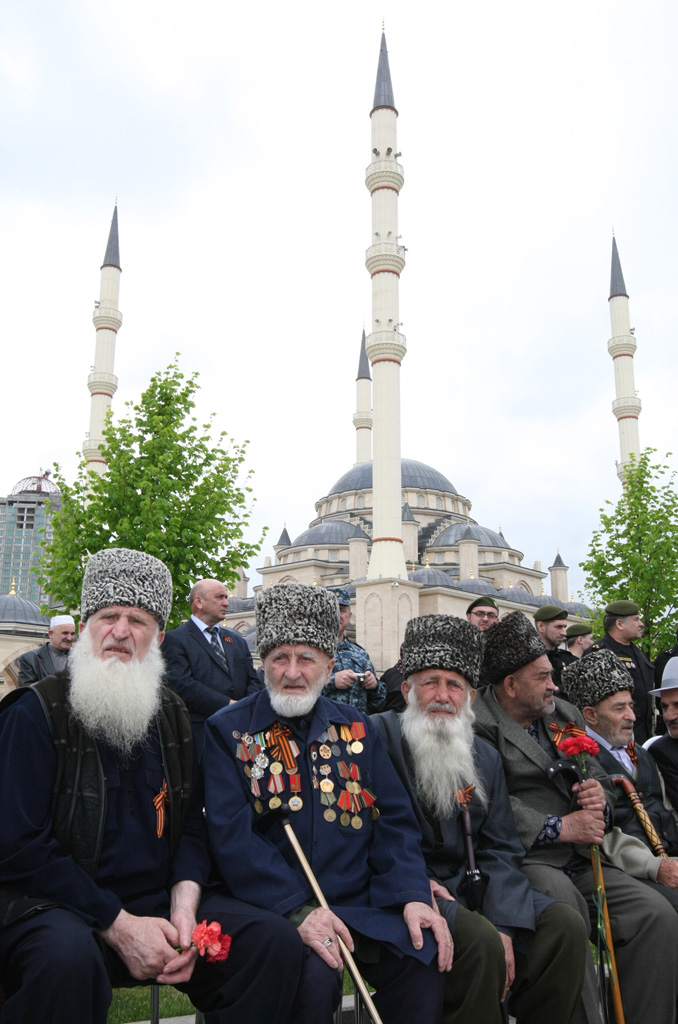
Чеченські ветерани Другої світової війни на святкуванні 66-ї річниці перемоги у Німецько-радянській війні
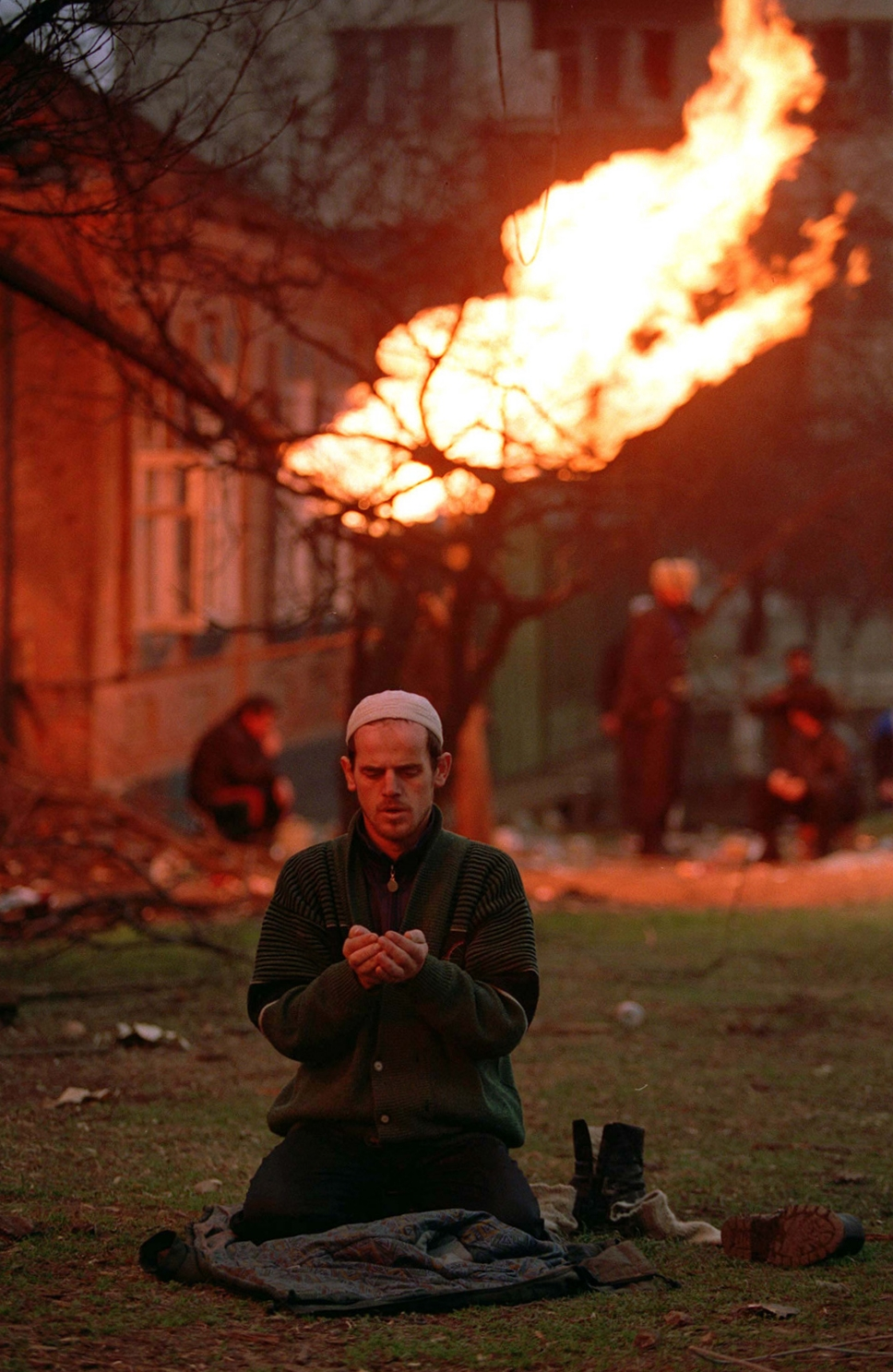
Чеченець молиться протягом Битви за Грозний (1994-1995). На задньому плані горить газ з пошкодженого шрапнеллю газопроводу, січень 1995 року
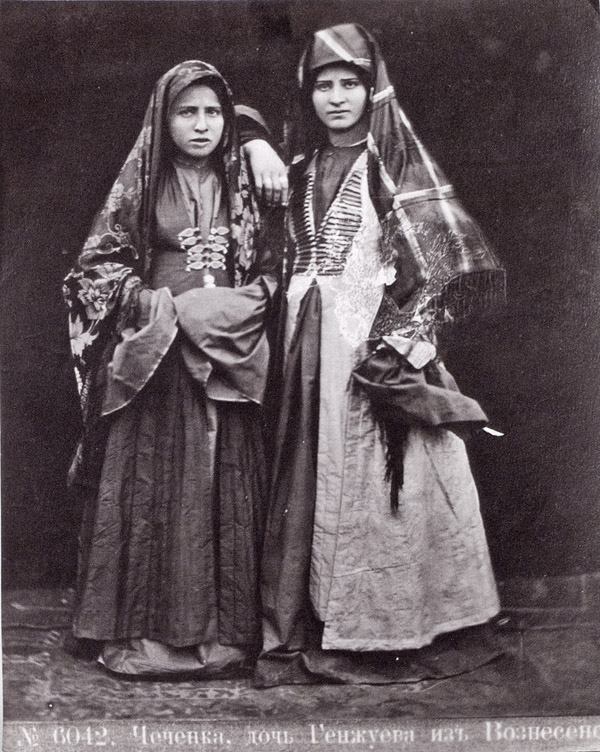
Чеченки, 1900 рік
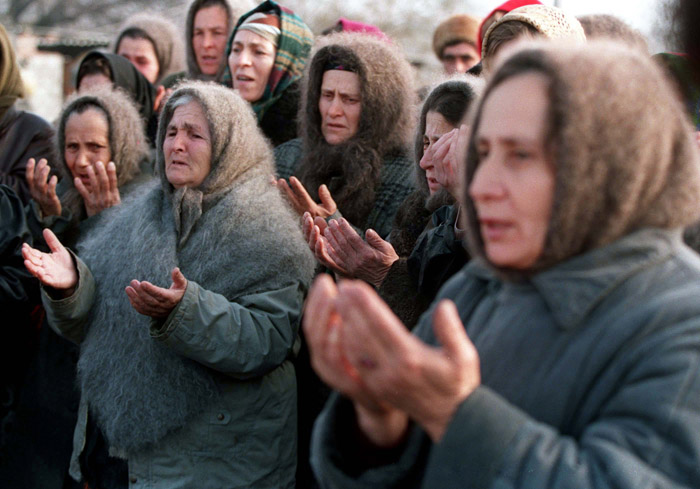
Чеченки
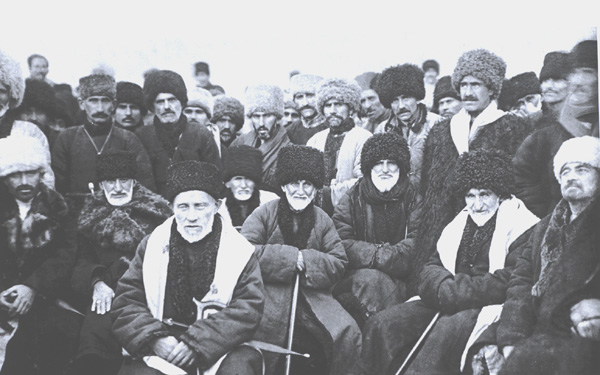
Делегати З'їзду з проголошення Чеченської АО, 1923 рік